# リッカー硬式野球部
リッカー硬式野球部（リッカーこうしきやきゅうぶ）は、東京都に本拠地を置き、日本野球連盟に加盟していた社会人野球の企業チームである。1984年1月に解散した。運営母体は、ミシンメーカーのリッカー。

## 概要
1956年、東京都立川市を本拠地に、リッカーミシンが『リッカーミシン硬式野球部』として立ち上げた。結成初年度ながら、同年の都市対抗野球に初出場を果たす。
1974年、母体の社名変更に伴い、チーム名を『リッカー硬式野球部』に改称した。
1980年、日本選手権に初出場を果たした。
1984年1月、母体であるリッカーの業績回復に専念するため休部届が提出され、その後廃部となった。

## 設立・沿革
- 1956年 - 『リッカーミシン』として創部。都市対抗野球に初出場（初戦敗退）。
- 1974年 - チーム名を『リッカー』に改称。
- 1980年 - 日本選手権に初出場（2回戦敗退）。
- 1984年1月 - 活動休止。

## 大会の出場歴・最高成績
- 都市対抗野球大会：出場9回、8強2回（1963、1981年）
- 社会人野球日本選手権大会：出場1回
- JABA北海道大会：優勝1回（1980年）
- JABA静岡大会：優勝1回（1960年）
- JABAベーブルース杯争奪大会：優勝1回（1970年）
- JABA富山市長旗争奪富山大会：優勝1回（1967年）

## 主な出身プロ野球選手
- 長田幸雄（外野手） - 1961年に大洋ホエールズに入団
- 政山恵一（投手） - 林建設に移籍し、1967年ドラフト外でサンケイアトムズに入団
- 吉村典男（投手） - 1968年ドラフト4位で読売ジャイアンツに入団
- 秋葉敬三（投手） - 鹿児島鉄道管理局に移籍し、1968年ドラフト11位で西鉄ライオンズから指名を受け、翌1969年シーズン途中に入団
- 片岡建（投手） - 1969年ドラフト1位で東映フライヤーズから指名を受け、翌1970年シーズン途中に入団
- 山内和宏（投手） - 1980年ドラフト1位で南海ホークスに入団
- 田中和博（投手） - 1982年ドラフト6位で広島東洋カープに入団
- 黒田真二（投手） - 1982年ドラフト外でヤクルトスワローズに入団
- 中西清起（投手） - 1983年ドラフト1位で阪神タイガースに入団
- 小林敦美（投手） - 1983年ドラフト2位で阪急ブレーブスに入団

## 元プロ野球選手の競技者登録
- 小川健太郎（元：東映フライヤーズ） - 投手（1956年 - 1957年）→退団後にプロ復帰
- 河内卓司（元：高橋ユニオンズ、毎日オリオンズ） - 監督→退団
- 黒木貞男（元：南海ホークス） - 投手→監督→退団
- 奈良不二也（元：阪急ブレーブス） - 内野手→退団

## かつて在籍していた選手・指導者
- 生原昭宏（アイク生原） - 選手として在籍。引退後、亜細亜大学硬式野球部監督を務めたのち、日米野球交流に尽力。没後の2002年に特別表彰にて野球殿堂入り。
- 川本幸生（内野手） - 選手として在籍。引退後、広島商業高野球部監督を務めた。
- 菊地敏幸（捕手、内野手、監督）- 現役引退後は監督。その後は阪神スカウトとして活動。
- 中村和久（監督）- チーム解散時の監督。以降は巨人スカウトとなった。